# Cirkut
Cirkut (англ. Henry Russell Walter) — канадский музыкальный продюсер, автор. Сочинил песни или был продюсером для таких исполнителей, как Jessie J, Бритни Спирс, Kesha, Рианна, Шакира, Nicki Minaj, B.o.B, Lil Wayne , Тейлор Свифт и Ava Max включая хиты № 1 в хит-параде Billboard Hot 100, «Part of Me», «Roar», и «Dark Horse» (все для Кэти Перри) и «Wrecking Ball» (Майли Сайрус).
Открыл студию The Dreamhouse Recording Studio в Торонто в 2010 году вместе с партнёрами Adrien Gough и Alex Bonenfant. Затем переехал в Лос-Анджелес для работы с продюсерской командой Dr. Luke. Был соавтором и сопродюсером 12 песен на альбоме Warrior (2012). Лауреат премии Грэмми-2018 в категории Лучший альбом в жанре современной городской музыки за альбом «Starboy» канадского певца The Weeknd.

## Биография
См. также «Cirkut Life and career» в английском разделе.

## Дискография и песни
См. также «Cirkut Discography» в английском разделе.

## Награды и номинации
См. также «Cirkut Awards and nominations» в английском разделе.
- Grammy Awards
  - 2014: Song of the Year — «Roar» — Katy Perry (номинация)
  - 2015: Best Pop Duo/Group Performance — «Dark Horse» — Katy Perry ft. Juicy J (номинация)
  - 2018: Urban Contemporary Album — «Starboy» — The Weeknd (победа)
- Juno Awards[4]
  - 2014: Jack Richardson Producer of the Year, за «Wrecking Ball» (победа)
  - 2015: Songwriter of the Year, за «Dark Horse» (номинация)
  - 2016: Jack Richardson Producer of the Year, за «Sugar», Maroon 5 (номинация)